# Heinrich Rodeck
Heinrich Friedrich J. Rodeck (* 1. November 1920 in Gladbeck; † 20. Juni 2018 in Recklinghausen) war ein deutscher Arzt für Kinderheilkunde und Pädiatrie, Hochschullehrer und Forscher. Er war bis zu seiner Emeritierung 1986 Direktor der Vestischen Kinderklinik in Datteln.

## Herkunft und Ausbildung
Heinrich Rodeck entstammte einer alteingesessenen Gladbecker Familie und wurde als Sohn des Gymnasiallehrers Franz Rodeck geboren. Nach der Volksschule besuchte er ab 1931 das Ratsgymnasium, an dem sein Vater seit 1912 Deutsch unterrichtete und machte im Jahre 1939 das Abitur. Unterbrochen durch Arbeits- und Wehrdienst studierte Heinrich Rodeck Medizin in Halle, Würzburg und Münster.
Nach dem Staatsexamen wurde er ebendort im Jahre 1947 promoviert. Schon seit 1946 arbeitete er am Physiologischen Institut der Universität Münster und wechselte 1948 an das dortige Physiologisch-Chemische Institut. 1950 ging er in die klinische Weiterbildung zur Kinderklinik der Medizinischen Akademie in Düsseldorf und hielt sich zu Gastassistenzen an der Universität Kiel und im kanadischen Montreal auf.
1956 wurde Rodeck in Düsseldorf mit einer Arbeit über Die Entwicklung des neurosekretorischen Systems in Zusammenhang mit der Regulation des Wasserhaushaltes bei Neugeborenen und Säuglingen habilitiert und zum Dozenten für Kinderheilkunde ernannt.

## Wirken
Am 1. Dezember 1960 übernahm Heinrich Rodeck die Leitung der Vestischen Kinderklinik in Datteln, deren ärztlicher Direktor er bis zu seinem Ruhestand 1986 blieb. Unter seiner Leitung „entsteht eine Ideenschmiede, die den Aufgabenwandel in der klinischen Pädiatrie umfangreich publiziert und vor allem nachvollziehbar beispielgebend demonstriert. Mit 195 wissenschaftlichen Arbeiten und Beiträgen, 154 Vorträgen oder Moderationen […] hat allein Prof. Rodeck […] die Kinder-Heilkunde […] in den Vordergrund gesundheitspolitischer Diskussionen gepusht.“ Zudem wirkte Rodeck als außerordentlicher Professor an der Medizinischen Akademie in Düsseldorf.

## Ehrungen
- Moro-Preis der Deutschen Gesellschaft für Kinderheilkunde (1957)
- Ehrenmedaille der Österreichischen Gesellschaft für Kinderheilkunde (1986)
- Bundesverdienstkreuz am Bande (1988)
- Ehrenmedaille des Berufsverbandes der Kinderärzte Deutschlands (1990)
- Ehrenmedaille Deutschen Gesellschaft für Kinderheilkunde (1991)
- Ehrenmedaille Deutschen Gesellschaft für Sozialpädiatrie (1992)
- Ehrenmitglied der Deutschen Gesellschaft für Kinder- und Jugendmedizin

## Werke (Auswahl)
- Neurosekretion und Wasserhaushalt bei Neugeborenen und Säuglingen, (Beihefte zum Archiv für Kinderheilkunde, Heft 36), Stuttgart 1958
- Untersuchungen über den Einfluß der Dehydration auf die postnatale Entwicklung der Regulationszentren des Wasserhaushaltes. Aus der Kinderklinik der Medizinischen Akademie Düsseldorf. Mit einem Vorwort von W. Bargmann u. K. Klinke, Frankfurt a. M.: Deutsche Nestle AG, 1962.
- Ein Herz für Kinder: Kind – Familie – Staat – Gesellschaft heute; Versuch einer sozialpädiatrischen Analyse, Versuch einer Bilanz, Versuch von Vorschlägen zur Lösung. nach Vorträgen gehalten auf der Genetisch-Pädiatrischen Arbeitstagung in Budapest (30. April 1981) und auf der 38. Tagung der Studiengesellschaft für Praktische Psychologie in Osnabrück (10. Oktober 1981). (Milupa-AG) Friedrichsdorf 1981.
- Aktuelle Fragen der Pädiatrie / hrsg. von Heinrich Rodeck und Wilhelm Kosenow, Lübeck 1987, ISBN 3-87302-046-7.